# Соловей, Мануил Гершенович
Мануи́л Ге́ршенович (Григо́рьевич) Солове́й (4 сентября 1898, Крейцбург, Витебская губерния — 25 мая 1985, Ленинград) — советский учёный-медик, гастроэнтеролог, доктор медицинских наук, автор комментариев к Вавилонскому Талмуду. Изобретатель желудочного зонда, носящего его имя. Участник Великой Отечественной войны.

## Биография
Родился 4 сентября 1898 года (по некоторым источникам в 1897 году), в городе Крейцбург (ныне район Екабпилса в Латвии), в семье портного Гершена Пейсаховича Соловей (1866—?) и Шейтл-Гени Шмуйловны Зхус (1867—?). Семья жила в одной из квартир (№ 1) в принадлежащем деду доме («дом Пейсаха Соловья») на Большой улице. В двенадцатилетнем возрасте самостоятельно уехал в Двинск.
Получил религиозное образование в ешиве Хафец Хаима в городе Радуни.
В середине 1920-х годов поступил на 2-й медицинский факультет Московского университета, по окончании которого работал врачом-терапевтом, гастроэнтерологом в ряде московских клиник.
Во время Великой Отечественной войны — майор медицинской службы, был главным врачом терапевтического госпиталя, начальником специального отделения для язвенных больных 52-й армии. В 1945 году был награждён орденом Красной звезды.
В 1959 году защитил диссертацию доктора медицинских наук по теме «Клинические и экспериментальные материалы о роли желудка в обмене веществ организма».
Более 40 лет проработал заведующим терапевтическим отделением, врачом-консультантом в городской клинической больнице имени С. П. Боткина в Москве.

## Научная деятельность
Мануил Соловей является автором ряда научных работ по гастроэнтерологии и внутренним болезням.
Изобрел метод забора желудочного сока (олива Соловья), упомянутый в книге «Руководство по клиническим лабораторным исследованиям» 1960 г.
В 1940 году была опубликована монография «Желудок и почки», в 1969 году — монография «Желудок и нарушение обмена».

## Религиозная деятельность
Мануил (Менахем) Соловей является автором комментариев к Вавилонскому Талмуду на иврите и был известен в религиозных еврейских кругах в СССР как один из выдающихся знатоков Торы («талмид-хахам»).
Является автором воспоминаний о годах учения в еврейских религиозных образовательных учреждениях (хедер, ешиботы) в начале XX века.
Мануил Гершенович Соловей упоминается в книгах крупнейшего русскоязычного раввина и галахического авторитета, основателя религиозной русскоязычной общины Израиля Ицхака Зильбера «Чтобы ты остался евреем» и «Беседы о Торе».
Русский перевод отдельных комментариев к Вавилонскому Талмуду был опубликован посмертно в сборнике «Мануил Соловей. Врач и талмудист в советскую эпоху» (2022).

## Публикации

### Монографии
- Желудок и почки (клинико-экспериментальное исследование экскреторной функции желудка). С предисловием заслуженного деятеля науки, профессора Р. А. Лурия. М.—Л.: Медгиз, 1940. — 80 с.
- Желудок и нарушение обмена (клинико-морфологические исследования). М.: Медицина, 1969. — 140 с.

### Статьи
1. Новейшие средства лечения диабета «Медицина» № 2, 1928 г.[8][9]
2. «Руководство по клиническим лабораторным исследованиям». Медгиз. 1960 г.
3. Клиника первичного рака печени. «Русская клиника». 1931 г.
4. Аппендицит и глисты. «Советская клиника» № 9. 1931 г.
5. Лечение язвенной болезни диатермией шеи. Советская клиника № 2. 1934 г.
6. Патогенез язвенной болезни. Каз.мед. журнал № 4. 1935 г.
7. Экскреторная функция желудка. Терапевтический архив № 5. 1935 г.
8. Состояние желудка при недостаточности почек. Советская медицина № 5. 1938 г.
9. Паталогическая анатомия желудка при почечных заболеваниях. Клиническая медицина № 4. 1939 г.
10. Желудок при кожном применении стойких О. В. Труды первой токсикологической конференции Уральского военного округа. 1943 г.
11. Клиника аскоридоза и энтерибтоза. Советская медицина № 3. 1947 г.
12. Влияние эндометрии шеи на функцию желудка и кишечника. Советская медицина. № 8. 1947 г.
13. Применение хлебного завтрака при фракционном исследовании желудка тонким зондом. Советская медицина. № 1. 1948 г .
14. Новые данные в исследовании функции желудка. Глава в руководстве по лабораторной диагностике. Предтеченского, изд. 5-е. 1949 г.
15. Роль психологического фактора в выделительной функции желудка. Труды всесоюзной конференции по вопросам психосоматики. Ленинград. 1948 г.
16. Оценка лечения дистрофии переливанием крови. Сборник научных трудов больницы имени Боткина № 2.
17. Клиника и лечение переливанием крови отравления метиловым спиртом. Сдано в сборник научных трудов Московской 2-й городской конференции по переливанию крови.
18. Клиника и лечение отравления антифризом / рукопись сдана в печать в Труды Сан отдела 52 армии.
19. Роль Мудрова в русской терапевтической клинике. Медицинский работник. Сентябрь. 1940 г .
20. Роль арабского периода в истории медицины. Здоровья трудящимся. Март. 1939 г.
21. Физиологический метод одновременного исследования секреторной, моторной и экскреторной функции желудка (Рукопись).